# 라인하르트 젤텐
라인하르트 젤텐(Reinhard Selten, 1930년 10월 5일 – 2016년 8월 23일)는 독일 경제학자 로 1994년 노벨 경제학상을 수상했다. 그는 또한 제한된 합리성에 대한 연구로 잘 알려져 있으며 실험경제학의 창시자 중 한 명으로 간주될 수 있다.

## 생애
젤텐은 현재 폴란드에 있는 Lower Silesia의 브로츠와프에서 태어났다.
작센과 오스트리아에서 잠시 가족 망명한 후 젤텐은 전쟁이 끝난 후 독일 헤센으로 돌아왔고 고등학교에서 비즈니스 작가 John D. McDonald의 게임 이론에 대한 포춘 잡지의 기사를 읽었다. 그는 나중에 회상하면서 그 시간 동안 학교에 왔다 갔다 하면서 "초등 기하학과 대수학 문제로 정신을 차렸다"고 회상했다. 프랑크푸르트 괴테 대학교에서 수학을 공부하고 1957년에 졸업장을 받았다. 그는 1967년까지 Heinz Sauermann의 과학 조수로 일했다. 1959년 엘리자베스 랑그레이너와 결혼했다. 그들에게는 아이가 없었다. 1961년에 그는 또한 n-person 게임의 평가에 관한 논문으로 프랑크푸르트에서 수학 박사 학위를 받았다.
그는 버클리의 방문 교수였으며 1969년부터 1972년까지 베를린 자유 대학교에서, 1972년부터 1984년까지 빌레펠트 대학교에서 가르쳤다. 그는 다음 본 대학교에서 교수직을 수락했다. 그곳에 실험적 경제 연구를 위한 실험실인 BonnEconLab을 세워 은퇴 후에도 활발히 활동했다.
Selten은 독일 본 대학교의 명예 교수였으며 여러 명예 박사 학위를 받았다. 그는 1959년부터 에스페란티스트였으며 에스페란토 운동을 통해 아내를 만났다. 그는 산마리노 국제 과학 아카데미의 회원이자 공동 설립자였다.

## 연구
Selten은 게임 이론에 대한 연구로 1994년 노벨 경제학상을 수상했다 ( John Harsanyi 및 John Nash와 공유). 젤텐은 독일 최초이자 사망 당시 유일한 노벨 경제학상 수상자였다.
그는 또한 제한된 합리성 에 대한 연구로 잘 알려져 있으며 실험경제학의 창시자 중 한 명으로 간주될 수 있다. 게르트 기거렌처와 함께 그는 Bounded Rationality: The Adaptive Toolbox (2001)라는 책을 편집했다. 그는 광범위한 형식 표현으로 인해 Selten's Horse라는 게임의 예를 개발했다. 그의 마지막 작품은 "임펄스 균형 이론과 추가 기준에 의한 확장"이었다.